# La vérité est un vilain défaut
Pour plus de détails, voir Fiche technique et Distribution.
La vérité est un vilain défaut est un téléfilm français réalisé par Jean-Paul Salomé, diffusé en 1997.

## Synopsis
Le protagoniste doit essayer de confesser devant sa femme et son supérieur au sujet de ses erreurs.

## Fiche technique
- Titre français : La vérité est un vilain défaut
- Réalisation : Jean-Paul Salomé
- Scénario : Jean-Paul Salomé, Claude Lerist et Léon Noël
- Photographie : Jean-Claude Larrieu
- Pays d'origine : France
- Genre : comédie
- Date de première diffusion : 1997

## Distribution
- Sam Karmann : Denis
- Philippine Leroy-Beaulieu : Isabelle
- Marie-France Pisier : Monique
- Natalia Dontcheva : Mina
- Jean-François Balmer : Bruckmann
- Emmanuelle Devos : Marie
- Jean-Pierre Lorit : François
- Nathalie Krebs : La femme de Bruckmann
- Marie-Véronique Maurin : L'institutrice
- Audrey Tautou : La standardiste
- Joëlle Robin : La vieille dame